# Emma & Totte: Min första vän
Emma & Totte: Min första vän (danska: Lotte & Totte: Min første ven) är en dansk animerad barn- och familjefilm från 2025. Filmen regisserad av Mia Fridthjof, som även skrivit filmens manus. Filmen är baserad på Gunilla Woldes barnböcker om Emma och Totte. Filmen hade premiär i Danmark den 3 juli 2025 och dagen efter i Sverige.

## Handling
Filmen handlar om Emma och Totte. När Emma och hennes familj flyttar känner hon sig väldigt ensam ända tills hon möter den grannpojken Totte. När en av deras fantasifulla lekar går för långt blir de rejält osams. Emma inser att Totte är hennes första riktiga vän och är beredd att göra allt för att vinna tillbaka vänskapen.

## Rollista (i urval)
- Smilla Fridthjof – Emma
- Bastian Lykke Raben – Totte
- Bodil Jørgensen
- Mia Lyhne
- Marie Askehave
- Rasmus Bjerg